# Фетешть (Молдова)
Фетешть (рум. Fetești) — село в Єдинецькому районі Молдови. Утворює окрему комуну.